# واشینگتن (نیوهمپشایر)
واشینگتن (به انگلیسی: Washington) یک منطقهٔ مسکونی در ایالات متحده آمریکا است که در شهرستان سولیوان، نیوهمپشایر واقع شده‌است. واشینگتن ۱۲۳٫۵ کیلومتر مربع مساحت و ۱٬۱۹۲ نفر جمعیت دارد و ۴۵۹ متر بالاتر از سطح دریا واقع شده‌است.